# Stedocys pagodas
Espèce
Stedocys pagodas est une espèce d'araignées aranéomorphes de la famille des Scytodidae.

## Distribution
Cette espèce est endémique du Yunnan en Chine,. Elle se rencontre dans le district de Longyang.

## Description
Le mâle holotype mesure 12,36 mm et la femelle paratype 14,30 mm.

## Publication originale
- Labarque, Grismado, Ramírez, Yan & Griswold, 2009 : The southeast Asian genus Stedocys Ono, 1995 (Araneae: Scytodidae): first descriptions of female genitalia and a new species from China. Zootaxa, no 2297, p. 1-14.